# René Antonsen
René Antonsen (Aalestrup, 31 de marzo de 1992) es un jugador de balonmano danés que juega de pívot en el Aalborg HB. Es internacional con la selección de balonmano de Dinamarca.
Su primer gran campeonato con la selección fue el Campeonato Europeo de Balonmano Masculino de 2022.

## Palmarés

### Selección nacional
| Campeonato Europeo | Campeonato Europeo   | Campeonato Europeo | Campeonato Europeo |
| Año                | Lugar                | Medalla            |                    |
| ------------------ | -------------------- | ------------------ | ------------------ |
| 2022               | Hungría y Eslovaquia | Medalla de bronce  |                    |

### Aalborg HB
- Liga danesa de balonmano (6): 2013, 2017, 2019, 2020, 2021, 2024
- Copa de Dinamarca de balonmano (2): 2019, 2021
- Supercopa de Dinamarca de balonmano (3): 2019, 2020, 2021

## Clubes
| Club            | País      | Año         |
| --------------- | --------- | ----------- |
| Aalborg HB      | Dinamarca | 2011 - 2013 |
| Ribe-Esbjerg HH | Dinamarca | 2013 - 2015 |
| Aalborg HB      | Dinamarca | 2015 - Act. |